# Погребняк Петро Степанович
Петро́ Степа́нович Погребня́к (10 липня 1900 — 25 липня 1976) — український учений-лісівник і ґрунтознавець, доктор географічних наук, професор Київського національного університету імені Тараса Шевченка, професор кафедри лісівництва Української сільськогосподарської академії (Національний університет біоресурсів і природокористування України), академік і віце-президент АН УРСР.

## Біографія

Могила Петра Погребняка на Байковому кладовищі

Петро Степанович народився 10 липня 1900 року в селі Волохів Яр Зміївського району (з 1957 року Чугуївського району) на Харківщині в родині фельдшера.
У 1924 році закінчив Харківський сільськогосподарський інститут.
У 1931–1933 роках працював у Всесоюзному науково-дослідному інституті лісового господарства та агролісомеліорації в Харкові.
У 1933–1941 роках був завідувачем кафедри Київського лісотехнічного інституту.
У 1928 році захистив кандидатську, а 1939 року — докторську дисертацію.
У 1945 році член-кореспондент АН УРСР.
У 1946 році присуджено вчене звання професора.
З 1949 по 1952 роки віце-президент АН УРСР, голова СОПС.
З 1954 завідувач кафедри фізичної географії географічного факультету Київського університету.
З 1954 по 1956 роки директор новоствореного Інституту лісівництва (з 1954 року — Інститут лісу).
За 10 років свого існування (1946—1956 рр.), Інститут виконав чимало актуальних теоретичних досліджень з питань лісівництва, лісового ґрунтознавства, екології й фізіології деревних рослин, лісових культур, розв'язав на теоретичних засадах ряд актуальних практичних проблем. Це, зокрема, застосування добрив у лісах і на розсадниках, запровадження радіобіологічних методів дослідження в лісах (уперше), вивчення взаємин між деревними породами, а також мікробіологічного й тваринного населення лісових ґрунтів, водного режиму глибокої їх товщі, процесів мінералізації опаду, кругообігу речовин у системі «ліс-ґрунт» тощо. Серед видань Інституту або праць, що були видані іншими установами, але написані в його стінах, вирізняється капітальна монографія про типи лісів Європейської частини СРСР та України, про рослинність пісків та про фауну лісових ґрунтів. За час свого існування Інститут випустив сім томів праць. Чимало з них стали справжнім надбанням лісівничої науки.
Водночас був віце-президентом АН України.
З 1948 по 1952 роки голова Ради з вивчення продуктивних сил. Вже не очолюючи Ради, Петро Погребняк підтримував з нею наукові зв'язки, а протягом 1967–1970 років працював у Раді, очолюючи відділ географії ґрунтів.
З 1950 по 1962 роки голова Українського товариства охорони природи
З 1957 по 1961 роки завідувач відділу екології рослин Ботанічного саду АН України.
З 1965 по 1976 роки очолював відділ географії ґрунтів України Ради з вивчення продуктивних сил України; відділ фізичної географії Сектора географії АН України; відділ екології й охорони рослинності Інституту ботаніки імені М. Г. Холодного. Був головою Комітету наукової термінології АН УРСР, членом регіональної комісії АН СРСР та АН УРСР з розвитку продуктивних сил західних областей України.
Помер 25 липня 1976, похований на Байковому кладовищі.

## Вшанування
Львівський лісотехнічний інститут (ЛЛТІ, нині — Національний лісотехнічний університет України) в 1988 році названий ім'ям Петра Погребняка.

## Наукова діяльність
Петро Погребняк — учений зі світовим ім'ям. Наукові дослідження в галузі лісівництва, лісового ґрунтознавства, екології рослин, що широко застосовувалися у лісовому господарстві, заліснення пісків. Був один із основоположників порівняльної фітоекології. Обґрунтував походження степів внаслідок дії ценологічного чинника. Створив вчення про природну родючість лісових ґрунтів; удосконалив лісову типологію. Створив українську типологічну наукову школу в лісівництві і заснував еколого-лісовий напрямок. Досліджував закономірності обміну речовин і енергії між компонентами ландшафту. Розробив низку способів лісорозведення. Автор фундаментальної праці «Основи лісової типології» (1955). Ця праця переведена на багато мов світу — болгарську, польську, англійську, китайську та ін.
П. Погребняка вважають основоположником еколого-лісового напряму в лісівництві.
Наприкінці 1950-х і на початку 60-х років він написав підручник з лісівництва та в співавторстві з Н. Б. Ремезовим підручник з лісового ґрунтознавства, підсумовуючи свій багаторічний досвід лісника, лісознавця (лісотиполога) й лісового ґрунтознавця.
Об'єктами постійного і невтомного піклування П. С. Погребняка були всі складові природоохоронної справи: боротьба за чистоту повітря, охорона водних ресурсів, захист рослинного і тваринного світу, організація заповідників і пам'яток природи. Але особливу увагу він все ж таки приділяв охороні живої природи — рослинному і тваринному світу.
Написані П. Погребняком підручники для вищих навчальних закладів цікаві, тут багато нових принципово важливих думок і глибокий аналіз фактичного матеріалу. Зокрема, підручник «Загальне лісознавство» (1-е вид. 1965, 2-е — 1969) був на рівні нового слова науки в цій галузі, а «Лісове ґрунтознавство» у співавторстві з Ремезовим був виданий також і англійською в США (1968).
Петро Погребняк проводив значну науково-організаційну та громадську діяльність. Він брав участь у розробці нових методів заліснення нижньодніпровських пісків. Був одним із ініціаторів створення Українського товариства охорони природи, яке очолював протягом 1950–1962 років.

## Наукові праці
Автор понад 80 наукових праць.
Основні праці:
1. (рос.) Основы лесной типологии. Київ, 1941, 1945.
2. (рос.) Лесное почвоведение. Київ, 1965 (в співавторстві).
3. (рос.) Общее лесоводство. Київ, 1963, 1968.
4. Лісовий типологічний визначник Українського Полісся: типи умов місцевиротання, типу лісу та типи деревостанів. Тр. з лісової досвідної справи на Україні. Харків, 1929. Вип. 11. (співавтор).

## Відзнаки та нагороди
- орден Трудового Червоного прапора